# Finn Døssing
Finn Døssing Jensen (* 27. April 1941 in Viborg; † 25. Juni 2022) war ein dänischer Fußballspieler.

## Karriere

### Verein
Finn Døssing wurde im April 1941 in Viborg geboren als Dänemark unter deutscher Besatzung im Zweiten Weltkrieg war. Er begann seine Karriere in den 1950er Jahren in seinem Geburtsort bei Viborg FF. Für den dänischen Zweitligisten debütierte Døssing 17-jährig und spielte bis Ende 1964 in über 350 Partien für den Klub. Der schottische Erstligist Dundee United verpflichtete Døssing im Dezember 1964 für 10.000 £. Zusammen mit dem schwedischen Mittelfeldspieler Örjan Persson war Døssing der erste nichtbritische Spieler des Vereins. Unter dem Trainer Jerry Kerr erzielte Døssing nach seiner Verpflichtung im Dezember 1964 in der restlichen Saison 1964/65 bis April 1965 in 19 Ligaspielen 21 Tore. Dabei gelang ihm gegen Hibernian Edinburgh am 16. Januar 1965 ein Hattrick. In der folgenden Saison 1965/66 schoss er 25 Tore in 34 Spielen, dabei gelangen ihm drei weitere Hattricks, darunter einer beim 5:0-Sieg im Dundee Derby gegen den FC Dundee im September 1965. Am 16. Oktober 1965 traf Døssing nach nur 14 Sekunden im Ligaspiel gegen Hamilton Academical ins gegnerische Netz. Damit hält er den Rekord für das schnellste jemals erzielte Tor in der Vereinsgeschichte von Dundee United. Zusammen mit Örjan Persson als Vorbereiter und Døssing als Vollstrecker führten die beiden United am Saisonende erstmals in den Europapokal. Verletzungsbedingt verpasste er im Messestädte-Pokal 1966/67 die beiden Siege gegen den FC Barcelona sowie die 0:3-Auswärtsniederlage gegen Juventus Turin. Im Rückspiel gegen Turin erzielte er den 1:0-Siegtreffer, was aber nicht zum Weiterkommen reichte. In der Saison 1966/67 schoss Døssing in 27 Spielen 12 Tore. Im Jahr 1967 spielte er mit dem gesamten Kader von Dundee United unter dem Namen Dallas Tornado während der Sommerpause in Schottland in der United Soccer Association. In zehn Spielen erzielte er dabei drei Treffer. In den 1960er-Jahren prägte er mit den anderen skandinavischen Akteuren Finn Seemann, Lennart Wing, Mogens Berg und Örjan Persson den schottischen Verein. Nach insgesamt 115 Pflichtspielen und 76 Toren verließ er Dundee am Saisonende 1967/68. Er spielte danach bei Aalborg BK in Dänemark, wo er am Ende der Saison 1968 seine Karriere beendete.
Im Januar 2008 wurde Døssing als einer der ersten in die Dundee United Hall of Fame aufgenommen.

### Nationalmannschaft
Als Spieler von Viborg spielte Finn Døssing am 15. September 1963 einmal in der dänischen U-21-Nationalmannschaft. Beim 5:2-Erfolg gegen Norwegen im Københavns Idrætspark erzielte Døssing den Treffer zur 1:0-Führung.